# Finntjärnen (Skellefteå socken, Västerbotten, 721154-173327)
Finntjärnen är en sjö i Skellefteå kommun i Västerbotten och ingår i Kågeälvens huvudavrinningsområde. Sjön har en area på 0,0715 kvadratkilometer och ligger 131,9 meter över havet.

## Delavrinningsområde
Finntjärnen ingår i det delavrinningsområde (721238-173348) som SMHI kallar för Mynnar i Martinsbäcken. Medelhöjden är 169 meter över havet och ytan är 3,29 kvadratkilometer. Det finns inga avrinningsområden uppströms utan avrinningsområdet är högsta punkten. Vattendraget som avvattnar avrinningsområdet har biflödesordning 3, vilket innebär att vattnet flödar genom totalt 3 vattendrag innan det når havet efter 24 kilometer. Avrinningsområdet består mestadels av skog (81 procent). Avrinningsområdet har 0,07 kvadratkilometer vattenytor vilket ger det en sjöprocent på 2,1 procent.